# Апония
Апония означава отсъствие на болка, тя е разглеждана от Епикурейците като връх при телесните удоволствия. Както и при Елинистическите учения, така и Епикурейците са вярвали, че целта на човешкото съществуване е щастието. То е трябвало да бъде открито от всеки в тишината породена от апонията, потискане на физическа болка, атараксия (тишина/спокойствие), елиминиране на умствените смущения. Епикурейците дефинират удоволствието като отсъствие на болка (мозъчна и физическа) и началното удоволствие може да достигне до точка, в която няма никаква болка. Отвъд нея удоволствието не може да се увеличава и разбира се човек не може да търси удоволствие отвъд състояние на апония. За Епикур, апонията е била статично удоволствие, удоволствие, което може да се усети само когато няма желания или болка, които да бъдат премахнати. За да се постигне такова състояние, човек трябва първо да изпита кинетично удоволствие, което се постига чрез премахване на желанията и болката.